# IC 1944
IC 1944 је спирална галаксија у сазвјежђу Часовник која се налази на листи објеката дубоког неба у Индекс каталогу.
Деклинација објекта је - 47° 59' 47" а ректасцензија 3h 29m 39,9s. Привидна величина (магнитуда) објекта IC 1944 износи 14,9 а фотографска магнитуда 15,7. IC 1944 је још познат и под ознакама ESO 200-28, PGC 12987.